# Коснічу-де-Жос
Коснічу-де-Жос (рум. Cosniciu de Jos) — село у повіті Селаж в Румунії. Входить до складу комуни Іп.
Село розташоване на відстані 409 км на північний захід від Бухареста, 34 км на захід від Залеу, 89 км на північний захід від Клуж-Напоки.

## Населення
За даними перепису населення 2002 року у селі проживали 728 осіб. Усі жителі села рідною мовою назвали румунську.
Національний склад населення села:
| Національність | Кількість осіб | Відсоток |
| -------------- | -------------- | -------- |
| румуни         | 571            | 78,4%    |
| цигани         | 155            | 21,3%    |